# Liên minh Nghị viện Thế giới
Liên minh Nghị viện Thế giới (tiếng Anh: Inter-Parliamentary Union - IPU; tiếng Pháp: L'Union Interparlementaire - UIP) là một tổ chức liên nghị viện toàn cầu được thành lập vào năm 1889 bởi Frédéric Passy (Pháp) và William Randal Cremer (Vương quốc Liên hiệp Anh). Đây là diễn đàn thường trực đầu tiên cho các cuộc đàm phán đa phương về chính trị. Ban đầu, tổ chức đã cho các nghị sĩ với tư cách cá nhân, nhưng sau này đã chuyển đổi thành một tổ chức quốc tế của các nghị viện của các quốc gia có chủ quyền. Các nghị viện quốc gia của 163 quốc gia là thành viên của IPU, và 10 hội nghị viện khu vực là thành viên liên kết. Liên minh Nghị viện Thế giới có tư cách quan sát viên thường trực tại Liên Hợp Quốc và tư cách tham vấn chung với Hội đồng Kinh tế và Xã hội Liên Hợp Quốc.

## Lịch sử

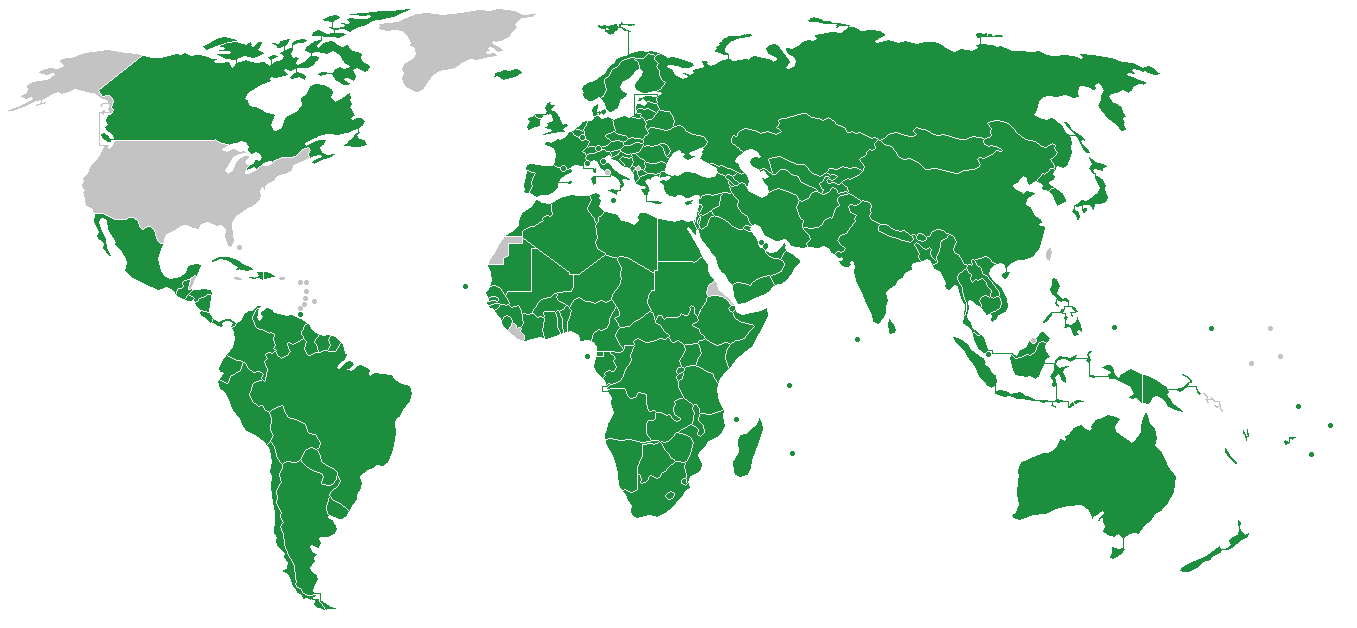
Bản đồ các quốc gia thành viên

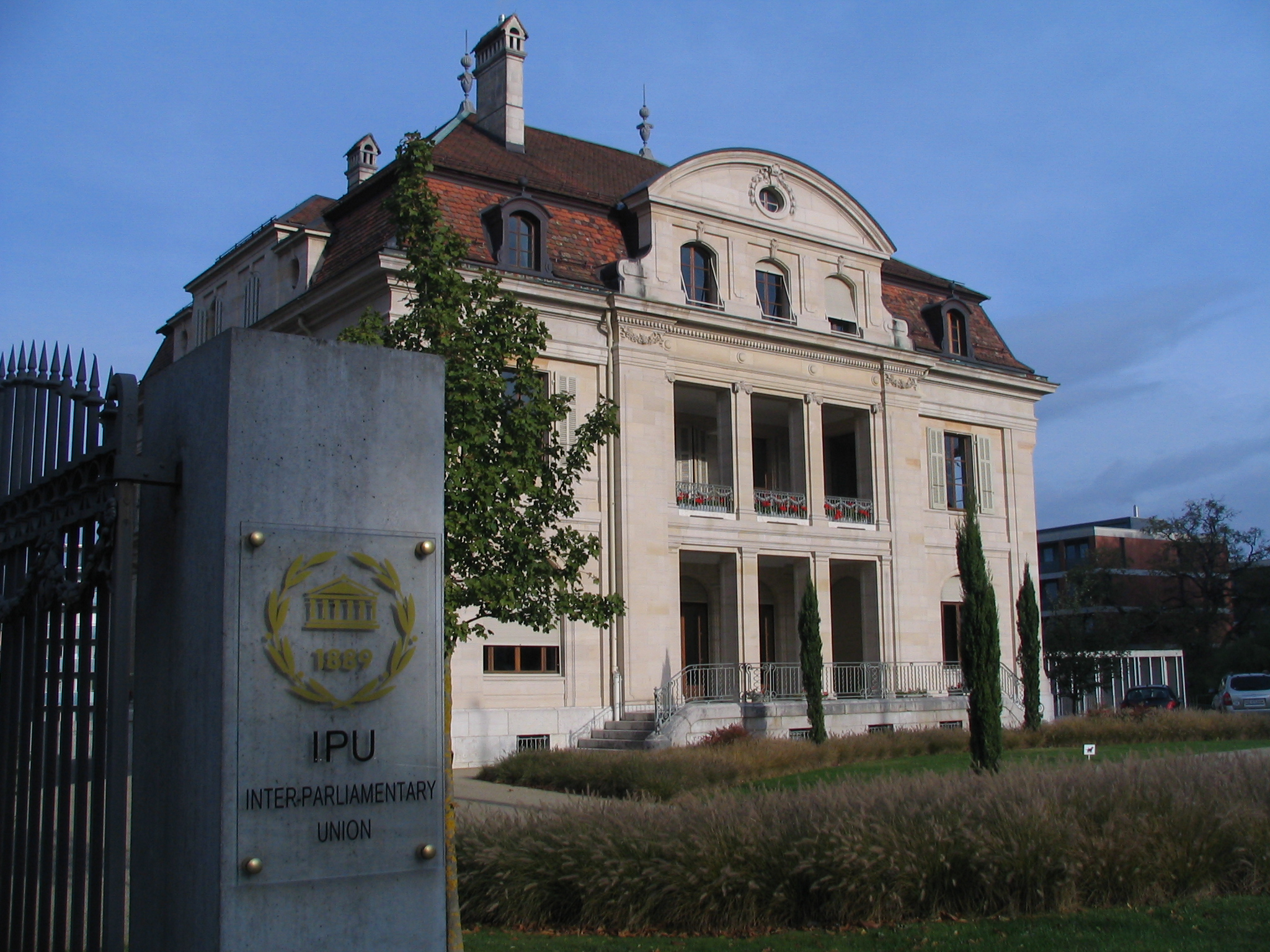
Trụ sở chính Liên minh Nghị viện Thế giới tại Geneva

## Các kỳ Đại hội
| #    | Quốc gia chủ nhà                          | Năm           |
| ---- | ----------------------------------------- | ------------- |
| 132. | Hanoi, Việt Nam                           | 29/3–1/4/2015 |
| 131. | Geneva, Thụy Sĩ                           | 12–16/10/2014 |
| 130. | Geneva, Thụy Sĩ                           | 16–20/03/2014 |
| 129. | Geneva, Thụy Sĩ                           | 7–9/10/2013   |
| 128. | Quito, Ecuador                            | 22–27/03/2013 |
| 127. | Quebec, Canada                            | 21–26/10/2012 |
| 126. | Kampala, Uganda                           | 2012          |
| 125. | Bern, Thụy Sĩ                             | 2011          |
| 124. | Panama city, Panamá                       | 2011          |
| 123. | Geneva, Thụy Sĩ                           | 2010          |
| 122. | Bangkok, Thái Lan                         | 2010          |
| 121. | Geneva, Thụy Sĩ                           | 2009          |
| 120. | Addis Ababa, Ethiopia                     | 2009          |
| 119. | Geneva, Thụy Sĩ                           | 2008          |
| 118. | Cape Town, Nam Phi                        | 2008          |
| 117. | Geneva, Thụy Sĩ                           | 2007          |
| 116. | Nusa Dua, Bali, Indonesia                 | 2007          |
| 115. | Geneva, Thụy Sĩ                           | 2006          |
| 114. | Nairobi, Kenya                            | 2006          |
| 113. | Geneva, Thụy Sĩ                           | 2005          |
| 112. | Manila, Philippines                       | 2005          |
| 111. | Geneva, Thụy Sĩ                           | 2004          |
| 110. | Mexico, México                            | 2004          |
| 109. | Geneva, Thụy Sĩ                           | 2003          |
| 108. | Santiago, Chile                           | 2003          |
| 107. | Marrakesh, Maroc                          | 2002          |
| 106. | Ouagadougou, Burkina Faso                 | 2001          |
| 105. | Havana, Cuba                              | 2001          |
| 104. | Jakarta, Indonesia                        | 2000          |
| 103. | Amman, Jordan                             | 2000          |
| 102. | Berlin, Đức                               | 1999          |
| 101. | Brussels, Bỉ                              | 1999          |
| 100. | Moscow, Nga                               | 1998          |
| 99.  | Windhoek, Namibia                         | 1998          |
| 98.  | Cairo, Ai Cập                             | 1997          |
| 97.  | Seoul, Hàn Quốc                           | 1997          |
| 96.  | Beijing, Trung Quốc                       | 1996          |
| 95.  | Istanbul, Thổ Nhĩ Kỳ                      | 1996          |
| 94.  | Bucharest, România                        | 1995          |
| 93.  | Madrid, Tây Ban Nha                       | 1995          |
| 92.  | Copenhagen, Đan Mạch                      | 1994          |
| 91.  | Paris, Pháp                               | 1994          |
| 90.  | Canberra, Úc                              | 1993          |
| 89.  | New Delhi, Ấn Độ                          | 1993          |
| 88.  | Stockholm, Thụy Điển                      | 1992          |
| 87.  | Yaoundé, Cameroon                         | 1992          |
| 86.  | Santiago, Chile                           | 1991          |
| 85.  | Pyongyang, CHDCND Triều Tiên              | 1991          |
| 84.  | Punta del Este, Uruguay                   | 1990          |
| 83.  | Nicosia, Síp                              | 1990          |
| 82.  | London, Anh Quốc                          | 1989          |
| 81.  | Budapest, Hungary                         | 1989          |
| 80.  | Sofia, Bulgaria                           | 1988          |
| 79.  | Guatemala City, Guatemala                 | 1988          |
| 78.  | Bangkok, Thái Lan                         | 1987          |
| 77.  | Managua, Nicaragua                        | 1987          |
| 76.  | Buenos Aires, Argentina                   | 1986          |
| 75.  | Mexico city, México                       | 1986          |
| 74.  | Ottawa, Canada                            | 1985          |
| 73.  | Lomé, Togo                                | 1985          |
| 72.  | Geneva, Thụy Sĩ                           | 1984          |
| 71.  | Geneva, Thụy Sĩ                           | 1984          |
| 70.  | Seoul, Hàn Quốc                           | 1983          |
| 69.  | Rome, Ý                                   | 1982          |
| 68.  | Havana, Cuba                              | 1981          |
| 67.  | Berlin, Đông Đức                          | 1980          |
| 66.  | Caracas, Venezuela                        | 1979          |
| 65.  | Bonn, Đức                                 | 1978          |
| 64.  | Sofia, Bulgaria                           | 1977          |
| 63.  | Madrid, Tây Ban Nha                       | 1976          |
| 62.  | London, Anh Quốc                          | 1975          |
| 61.  | Tokyo, Nhật Bản                           | 1974          |
| 60.  | Rome, Ý                                   | 1972          |
| 59.  | Paris, Pháp                               | 1971          |
| 58.  | The Hague, Hà Lan                         | 1970          |
| 57.  | New Delhi, Ấn Độ                          | 1969          |
| 56.  | Lima, Perú                                | 1968          |
| 55.  | Tehran, Iran                              | 1966          |
| 54.  | Ottawa, Canada                            | 1965          |
| 53.  | Copenhagen, Đan Mạch                      | 1964          |
| 52.  | Belgrade, Nam Tư                          | 1963          |
| 51.  | Brasilia, Brasil                          | 1962          |
| 50.  | Brussels, Bỉ                              | 1961          |
| 49.  | Tokyo, Nhật Bản                           | 1960          |
| 48.  | Warsaw, Ba Lan                            | 1959          |
| 47.  | Rio de Janeiro, Brasil                    | 1958          |
| 46.  | London, Anh Quốc                          | 1957          |
| 45.  | Bangkok, Thái Lan                         | 1956          |
| 44.  | Helsinki, Phần Lan                        | 1955          |
| 43.  | Vienna, Áo                                | 1954          |
| 42.  | Washington, D.C., Hoa Kỳ                  | 1953          |
| 41.  | Bern, Thụy Sĩ                             | 1952          |
| 40.  | Istanbul, Thổ Nhĩ Kỳ                      | 1951          |
| 39.  | Dublin, Ireland                           | 1950          |
| 38.  | Stockholm, Thụy Điển                      | 1949          |
| 37.  | Rome, Ý                                   | 1948          |
| 36.  | Cairo, Ai Cập                             | 1947          |
| 35.  | Oslo, Na Uy                               | 1939          |
| 34.  | The Hague, Hà Lan                         | 1938          |
| 33.  | Paris, Pháp                               | 1937          |
| 32.  | Budapest, Hungary                         | 1936          |
| 31.  | Brussels, Bỉ                              | 1935          |
| 30.  | Istanbul, Thổ Nhĩ Kỳ                      | 1934          |
| 29.  | Madrid, Tây Ban Nha                       | 1933          |
| 28.  | Geneva, Thụy Sĩ                           | 1932          |
| 27.  | Bucharest, România                        | 1931          |
| 26.  | London, Anh Quốc                          | 1930          |
| 25.  | Berlin, Đức                               | 1928          |
| 24.  | Paris, Pháp                               | 1927          |
| 23.  | Washington, D.C., Hoa Kỳ · Ottawa, Canada | 1925          |
| 22.  | Bern, Thụy Sĩ                             | 1924          |
| 21.  | Copenhagen, Đan Mạch                      | 1923          |
| 20.  | Vienna, Áo                                | 1922          |
| 19.  | Stockholm, Thụy Điển                      | 1921          |
| 18.  | The Hague, Hà Lan                         | 1913          |
| 17.  | Geneva, Thụy Sĩ                           | 1912          |
| 16.  | Brussels, Bỉ                              | 1910          |
| 15.  | Berlin, Đức                               | 1908          |
| 14.  | London, Anh Quốc                          | 1906          |
| 13.  | Brussels, Bỉ                              | 1905          |
| 12.  | St. Louis, Hoa Kỳ                         | 1904          |
| 11.  | Vienna, Áo                                | 1903          |
| 10.  | Paris, Pháp                               | 1900          |
| 9.   | Christiania, Na Uy                        | 1899          |
| 8.   | Brussels, Bỉ                              | 1897          |
| 7.   | Budapest, Hungary                         | 1896          |
| 6.   | Brussels, Bỉ                              | 1895          |
| 5.   | The Hague, Hà Lan                         | 1894          |
| 4.   | Bern, Thụy Sĩ                             | 1892          |
| 3.   | Rome, Ý                                   | 1891          |
| 2.   | London, Liên hiệp Anh                     | 1890          |
| 1.   | Paris, Pháp                               | 1889          |